# Gualter
Gualter es una localidad española y capital del municipio de Baronía de Rialp, en la provincia de Lérida, comunidad autónoma de Cataluña. Con unos cien habitantes censados es el pueblo más habitado del término.

## Historia
La villa de Gualter es de construcción tardía y no hay noticias de que hubiera ningún castillo, pero podía haber habido una torre de vigilancia de protección de caminos. La casa que puede llamarse señorial, con rasgos de castillo es  Armengou, sus habitantes habían sido los alcaldes. Desde finales de la Edad Media al pie de esta casa señorial y su primer núcleo urbanizado se fue construyendo la calle que forma el principal lugar urbanizado del municipio. En el centro del pueblo actual, que algún tiempo sería el extremo meridional de la villa, se edificó la capilla de Santes Espines, del siglo XVI.

## Situación
El pueblo se encuentra al sur del municipio y a la derecha del Segre, a un par de kilómetros de Ponts, siguiendo la carretera comarcal C-1412b que va en dirección a Folquer y que sigue hasta el Pallars Jussá. El puente que atraviesa el canal y el río Segre, dicho de Gualter, comunica el municipio de Ponts con el de la Baronia de Rialb.
Gualter forma unos callejones (Carrer Major, Carrer de Dalt, Carrer de les Eres ...) de casas viejas con algunas de modernas donde se construyó, tras la guerra civil de 1936-39, una iglesia dedicada al Sagrado Corazón de Jesús , que ahora es la nueva iglesia parroquial de Santa María. Junto con la iglesia hay un local social y una plaza con una pequeña zona de juegos para los niños. El centro neurálgico de la villa es la Plaza Nueva, donde se celebran los bailes de Fiesta Mayor o la «comida del Ranxo», entre otros.

## Lugares de interés
- Pantano de Rialb
- Monasterio de Santa María de Gualter. Construcción entre el románico y del ojival, consagrada en el año 1207 y donde se hubo vida monacal durante varios siglos. Fue monasterio benedictino. Actualmente, parte de sus dependencias son la sede del Ayuntamiento y de la oficina de turismo de La Baronía. También se realizan visitas guiadas por el total del recinto.